# Ceratograecum
× Ceratograecum, (abreviado Crgm) en el comercio, es un híbrido intergenérico entre los géneros de orquídeas Angraecum × Ceratocentron. Fue publicado en Orchid Rev. 103: 138 (1995).